# Castel Telvana
Castel Telvana ist eine Burganlage, die auf einem Abhang des Monte Ciolino nördlich der Ortschaft Borgo Valsugana im Trentino liegt. Die strategisch günstige Lage der Burg ermöglichte die Kontrolle der seit der Antike wichtigen Verkehrsverbindung durch die Valsugana, die das Etschtal mit der östlichen Poebene verband.

## Geschichte und Beschreibung
Der älteste Kern der Anlage reicht bis ins 13. Jahrhundert zurück und besteht aus einem schlanken, quadratischen Bergfried mit einer Seitenlänge von fünf Metern und einer Höhe von 26 Metern.
Die Anlage wurde in mehreren Schritten erweitert und bis ins 16. Jahrhundert durch Vorwerke an der Talseite den neuen fortifikatorischen Erfordernissen der Feuerwaffen angepasst.
Die Burg ist heute in Privatbesitz, das Innere kann daher nicht besichtigt werden. Der Aufstieg zur Burg erfolgt auf einem schmalen Weg von Borgo Valsugana aus.